# Augustin von Alveldt
Augustin von Alveldt (ur. ok. 1480 roku w Alfeld, zm. ok. 1535 roku prawdopodobnie w Halle) – niemiecki franciszkanin, kapłan katolicki, prowincjał, jeden z pierwszych kontestatorów Marcina Lutra.

## Życiorys

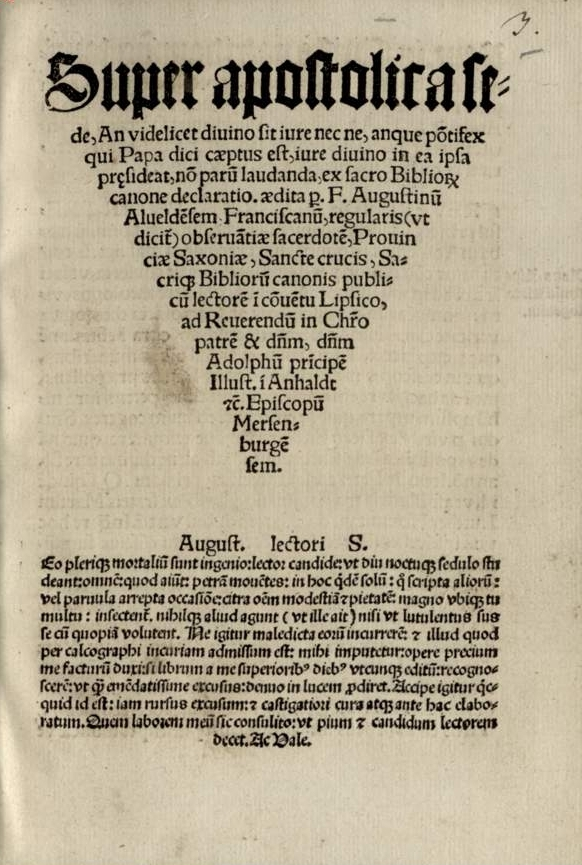
Super apostolica sede (1520), strona tytułowa

Augustin urodził się w miejscowości Alfeld w Dolnej Saksonii, stąd jego przydomek. Niewiele wiadomo o jego pochodzeniu i pierwszych latach życia oraz edukacji. Należał do saksońskiej prowincji franciszkanów pw. Świętego Krzyża. Jego imię nie figuruje w spisach studentów filozofii i teologii uniwersytetów w Erfurcie, Rostocku, Lipsku czy Wittenbergi, do których uczęszczali współcześni mu minoryci. Stąd historycy wysuwają wniosek, iż musiał studiować w którymś studium przyklasztornym. W 1520 roku, będąc lektorem w Lipsku, wystąpił przeciwko luteranom, na życzenie biskupa Merseburga Adolfa von Anhalt.
20 stycznia 1521 w Weimarze stanął na czele grupy franciszkanów, którzy bronili sensowności teologicznej ślubów zakonnych i życia zakonnego w dyspucie publicznej z Johannem Langem i Mechlerem. Dwa lata później Augustin von Alveldt został wybrany gwardianem konwentu franciszkańskiego w Halle. Urząd ten pełnił do 1528 roku. W 1529 roku wybrano go ministrem prowincjalnym Prowincji Świętego Krzyża. Był nim do 1532 roku. Zmarł ok. 1535 roku.
Znał języki obce, był biegłym latynistą, władał greką i hebrajskim, znał dzieła klasyczne, studiował dzieła współczesnych mu humanistów. Był scholastykiem.